# Мокруха
Мокру́ха (лат. Gomphídius) — род грибов-базидиомицетов семейства Мокруховые (Gomphidiaceae), типовой род семейства.

## Описание
Шляпконожечные пластинчатые грибы. Шляпка покрытая слоем слизи, в сухую погоду подсыхающим, окрашенная в пурпурные, розовые, серовато-винно-коричневые тона, иногда очень слабо, при прикосновении часто чернеющая. Пластинки нисходящие на ножку, изначально белые, бледные или жёлтые, к созреванию спор темнеющие до грязно-серых.
Мякоть белая, нередко с желтоватым или розовато-буроватым оттенком.
Ножка со слизистым кольцом или почти без него, над ним влажноватая, под ним клейко-слизистая, вверху беловатая или розовая, ниже кольца — жёлтая, пурпурная или также беловатая.
Споровый порошок зеленовато- или буровато-чёрный. Споры веретеновидные, неорнаментированные. Цистиды имеются, неокрашенные.

## Ареал и экология
Бореальный род, приуроченный к хвойным лесам Северного полушария. Завезён с хвойными посадками во многие регионы мира.
Образуют микоризу с хвойными деревьями. В 2000 году была предложена гипотеза о возможном паразитировании мокрух на видах маслят, поскольку многие виды не встречаются отдельно от них (например, мокруха розовая известна только вместе с козляком).

## Таксономия

### Синонимы
- Agaricus subg. Gomphus Fr., 1819
- Gomphus (Fr.) Weinm., 1826, nom. illeg.
- Leucogomphidius Kotl. & Pouzar, 1972

### Виды
- Gomphidius borealis O.K.Mill., Aime & Peintner, 2002
- Gomphidius glutinosus (Schaeff.) Fr., 1838 — Мокруха еловая
- Gomphidius griseovinaceus Kalamees, 1986
- Gomphidius largus O.K.Mill., 1971
- Gomphidius maculatus (Scop.) Fr., 1838 — Мокруха пятнистая
- Gomphidius nigricans Peck, 1897
- Gomphidius oregonensis Peck, 1898
- Gomphidius pseudoflavipes O.K.Mill. & F.J.Camacho, 2002
- Gomphidius pseudomaculatus O.K.Mill., 1971
- Gomphidius roseus (Scop.) Fr., 1838 — Мокруха розовая
- Gomphidius smithii Singer, 1946
- Gomphidius subroseus Kauffman, 1925
- Gomphidius tyrrhenicus D.Antonini & M.Antonini, 2004